# Campyloctys gladstonei
Campyloctys gladstonei är en fjärilsart som beskrevs av Antonius Johannes Theodorus Janse 1920. Campyloctys gladstonei ingår i släktet Campyloctys och familjen tandspinnare. Inga underarter finns listade i Catalogue of Life.